# Чеченин, Василий Николаевич
Василий Николаевич Чеченин (1924 — ?) — участник Великой Отечественной войны, комбайнёр свиноводческого совхоза «Искра» Министерства совхозов СССР, Ленинградский район Краснодарского края. Герой Социалистического Труда.

## Биография
Родился в 1924 году в селе Каменка Кустанайского района Кустанайской губернии, ныне Мендыкаринского района Костанайской области Казахстана, в семье крестьянина. Русский.
В 1934 году семья Чечениных переехала на Кубань и поселилась в совхозе «Искра» Ленинградского района, в который в 1941 году после окончания 7 классов сельской школы Василий поступил работать.
После освобождения Кубани от немецкой оккупации В. Н. Чеченин в начале марта 1943 года был мобилизован в Красную армию.
Участник Великой Отечественной войны с марта 1943 года. Боевой путь прошёл сначала связистом, затем — миномётчик батареи 120 мм миномёта в составе 166-го гвардейского стрелкового полка 55-й гвардейской стрелковой дивизии. Отличился в наступательных боях в Восточной Пруссии, был награждён несколькими боевыми медалями и орденом Красной Звезды.
После демобилизации В. Н. Чеченин вернулся на Кубань и продолжил работать в совхозе «Искра» комбайнёром. В уборочную страду 1951 года он за 24 рабочих дня намолотил комбайном «Коммунар» с убранной им площади 6074 центнера зерновых культур.
Указом Президиума Верховного Совета СССР от 12 июля 1952 года за достижение высоких показателей на уборке и обмолоте зерновых культур в 1951 году Чеченину Василию Николаевичу присвоено звание Героя Социалистического Труда с вручением ордена Ленина и золотой медали «Серп и Молот».
В. Н. Чеченин неоднократно становился участником Выставки достижений народного хозяйства (ВДНХ) СССР, работал в совхозе Искра» до выхода на пенсию в 1978 году.
Проживал в станице Ленинградской. Сведений о дальнейшей судьбе нет.

## Награды
- Золотая медаль «Серп и Молот» (12.06.1952);
- Орден Ленина (12.06.1952)
- Орден Отечественной войны I степени (11.03.1985)[3]
- Орден Красной Звезды (07.11.1944)[2]
- Медаль «За отвагу»(08.11.1943)[4]
- Медаль «За отвагу»(17.01.1945)[5]
- Медаль «За отвагу»(21.01.1945)[6]
- Медаль «За отвагу»(17.05.1945)[7]
- Медаль «За трудовую доблесть» (27.07.1954)
- Медаль «В ознаменование 100-летия со дня рождения Владимира Ильича Ленина» (6 апреля 1970)
- Медаль «За победу над Германией в Великой Отечественной войне 1941—1945 гг.» (9 мая 1945[8])
- Медаль «За взятие Берлина» (9.6.1945)
- Медаль «За освобождение Праги» (9.6.1945)
- Юбилейная медаль «Двадцать лет Победы в Великой Отечественной войне 1941—1945 гг.» (7 мая 1965[9])
- Юбилейная медаль «Тридцать лет Победы в Великой Отечественной войне 1941—1945 гг.»[10]
- Медаль «Сорок лет Победы в Великой Отечественной войне 1941—1945 гг.»[11]
- Медаль «Ветеран труда»
- Медаль «30 лет Советской Армии и Флота»[12]
- Юбилейная медаль «40 лет Вооружённых Сил СССР»[13]
- Юбилейная медаль «50 лет Вооружённых Сил СССР» (26 декабря 1967[14])
- Юбилейная медаль «60 лет Вооружённых Сил СССР» (28 января 1978[15])
- Знак МО СССР «25 лет Победы в Великой Отечественной войне» (24 апреля 1970)
- медалями ВДНХ СССР
- и другими

## Память
- В Краснодаре установлена мемориальная доска с именами Героев Социалистического Труда Кубани и Адыгеи
- Увековечен на сайте МО РФ